# Canción desesperada
Canción desesperada (in italiano: Canzone disperata), è il titolo di una famosa canzone di tango argentino del compositore e paroliere Enrique Santos Discépolo. Il brano fu registrato la prima volta a Buenos Aires nel 1945 dall'orchestra di Aníbal Troilo con la voce di Alberto Marino. Sempre nello stesso anno furono incise le versioni di Raúl Iriarte con l'orchestra di Miguel Caló, di Carlos Vidal con l'orchestra di Domingo Federico, di Libertad Lamarque con Alfredo Malerba. Nel 1946 fu la volta di Hugo del Carril con l'orchestra di Atilio Bruni, di Nelly Omar con Francisco Canaro e Luis Tolosa accompagnato da Osmar Maderna.
Altre versioni furono interpretate da Tania nel 1961 con Atilio Lacava], Flor Silvestre nel 1966, Roberto Goyeneche con l'orchestra di Atilio Stampone e una stupenda interpretazione di Amelita Baltar.

## Storia
Lo stesso Discépolo racconta che nel 1935, durante un tour che aveva fatto con la sua orchestra in giro per l'Europa, aveva visitato l'isola di Palma di Maiorca, ed era rimasto fortemente impressionato per la bellezza dell'isola e del suo mare. In quell'occasione aveva visitato il Monastero di Cartuja de Valldemossa e, con ancora negli occhi il paesaggio che si era lasciato alle spalle, vedendo le pareti nude e cupe del monastero ebbe l'impressione di entrare in una tomba.
Nel luogo si ricordò che avevano vissuto il loro amore tormentato George Sand e Frederic Chopin, e immaginando il travaglio della creazione, di chi compone con la follia dei condannati a morte, a cui non basta mai il tempo di finire il lavoro, mentre fuori c'era un vento disperato e angosciato, e in quel contesto concepì le prime battute di una canzone angosciante ed esasperante.